# Deus Ex
A Deus Ex egy cyberpunk témájú, FPS/RPG keverék számítógépes játék, amelyet az Ion Storm Inc. fejlesztett és az Eidos Interactive adott ki 2000-ben. Számos díjat nyert, a brit PC Zone magazin minden idők legjobb számítógépes játékává választotta 2007-ben. Emellett többszörös Év Játéka kitüntetett.

## Jellemzői
A történet egy disztopikus 2052-ben játszódik. A főhős, JC Denton, egy nanoaugmentációs technológia segítségével emberfeletti képességekkel is rendelkező ügynök, kezdetben a UNATCO nevű antiterrorista szervezet ügynöke, a terroristák ellen harcol egy olyan világban, amelyet a társadalmi egyenlőtlenségek és egy halálos járvány már megtépázott. Ténykedése során rájön, hogy a dolgok mögött egy világméretű összeesküvés áll, amely több, egymással rivalizáló frakció, a Majestic 12, az Illuminati, és a hongkongi Triádok közreműködésével zajlik.
A játék első személyű akciójáték ugyan, de rengeteg szerepjáték-elemet is tartalmaz, melynek köszönhetően hősünk fejlődhet, különféle mellékküldetéseket teljesíthet, és ezek függvényében befolyásolhatja a cselekmény alakulását. Emellett az erőszakos megoldások helyett megoldhatóak az egyes küldetések lopakodással is. A hatalmas siker miatt a kezdetben Windows alá készített játékot átportoltolták Macintoshra és PlayStation 2-re is, ez utóbbi 2002-ben, "Deus Ex: The Conspiracy" címen jelent meg. A Linux-verzió, a Loki Games csődje miatt, soha nem jelent meg.
Több folytatás készült hozzá, a Deus Ex: Invisible War 2003 végén jelent meg, a Deus Ex: Human Revolution pedig, mint előzménytörténet, 2011-ben, ez utóbbinak a folytatása, a mobilos Deus Ex: The Fall pedig 2013-ban. Az eddigi utolsó folytatás, a Deus Ex: Mankind Divided 2016-ban jelent meg.

## Játékmenet
A Deus Ex egyesíti magában a szerepjátékokat, a kalandjátékokat, és az első személyű akciójátékokat. A főszereplő JC Denton az ENSZ terrorelhárító koalíciójának, a UNATCO-nak az ügynöke, aki úgynevezett nanoaugmentációkkal van ellátva. Ezek adnak neki emberfeletti képességeket és ezek a játék központi mechanizmusának alapjai is.

### Szerepjáték elemek
A játékos küldetések sikeres teljesítéséért tapasztalati pontokat kap. Ezeket a pontokat arra használhatja fel, hogy karakterének egyes tulajdonságain javítson. Amennyiben a fegyverhasználatot szeretné erősíteni, megteheti, mint ahogy azt is, hogy professzionális komputerhackert képez emberéből. A tulajdonságok négyfélék lehetnek (képzetlen, képzett, haladó, mester), minden szintlépéshez egyre több tapasztalati pont szükséges. A használható fegyverek tulajdonságain is lehet javítani. Egyes típusokhoz kaphatóak olyan javítások, melyek például növelik a pontosságot, csendes lövést tesznek lehetővé, vagy a fegyver visszarúgását csökkentik le. Megkötés, hogy nem lehet minden javítást minden fegyverhez használni.
A játék során tizennyolc, ún. augmentation cannistert fogunk találni. Ezek emberfeletti "szuperképességeket" tudnak nekünk adni, bioenergia használatával. Ezekből viszont csak kilencet ültethetünk be magunkba, így minden elem beültetésekor választanunk kell két előnyös képesség között, melynek megváltoztatására később nincs lehetőség. Emellett a játékban több helyen is találhatunk "upgrade cannistereket", amelyekkel az egyes augmentációk hatékonysága nő. Egy-egy augmentációt legfeljebb háromszor fejleszthetünk fel. Három olyan van, amelyek már a játék elején elérhetőek, de nem fejleszthetők. Az első az infolink, amelyre hangüzenetek érkezhetnek különféle karakterektől. A második a "zseblámpa", melynek során JC Denton szeme világít (ezért is hord éjszaka is napszemüveget, amint utal rá). A harmadik az ellenségfelismerő rendszer, amely piros célkereszttel jelzi az ellenfeleket és zölddel a barátságos karaktereket.
A nem játékos karakterekkel párbeszédeket bonyolíthatunk le. Ezek hasonlóképpen működnek, mint egy szerepjátékban: rossz válasz esetén lekezelőbben, ingerültebben bánnak velünk; megfelelő válaszok alkalmazásával viszont értékes információkat oszthatnak meg velünk. Bizonyos szintig a küldetésekre is hatással van, hogy kinek mikor mit mondunk vagy mit teszünk.

### Harci elemek
Bár a játék számtalan lehetőséget biztosít arra, hogy elkerüljük a fegyveres konfliktusokat, előfordul, hogy fegyverhez kell nyúlnunk. Ehhez biztosít segítséget a számtalan fegyver és lőszertípus. A játék intelligens célkeresztet használ: ugyan lehetőségünk van pontosan megadni, hogy JC hova célozzon, de célba találni csak a képességeihez mérten fog. Ezt egy tág célkereszt jelképezi, ami további célzás segítségével tovább szűkíthető. Egy alapfokú képzettséggel rendelkező főhős sokkal pontatlanabbul céloz és sokkal nehezebben is kezeli a fegyverét, míg egy profi halálosan. A küldetések sikeres teljesítéséért kapott tapasztalati pontokkal tudjuk ezeket a képességeket egyre feljebb és feljebb javítani.
Huszonnégy különböző fegyver érhető el, köztük feszítővasak, sokkolók, és gumibotok, a skála másik végén pedig tankelhárító rakétavetők vagy plazmapuskák, esetleg lángszórók.

### A játékos választásai
A szerepjátékokat idéző elem az is, hogy egy küldetésnek nem csak egy megoldása van. Számtalan esetben a megfelelő dialógusok alkalmazása is segíthet, vagy pont ellenkezőleg, egyes cselekmények megtétele segít abban, hogy már a játék korai szakaszában letudjunk fő küldetéseket. Szintén a békés megoldások híveinek szól, hogy mindössze egyetlen karakter van a játékban, akit mindenképpen meg kell ölnünk, a többieket nem muszáj.

### Többjátékos mód
Az eredeti változatokban nem szerepelt, később patch formájában került a játékba. Deathmatch, Team Deathmatch, és Advanced Team Deathmatch játékmódok közül lehet választani. Mindössze öt térképen lehet játszani, de a rajongók a beépített pályaszerkesztővel már többet is készítettek. A GameSpy szerverek leállása miatt 2014-től a többjátékos mód csak alternatív módokon használható.

## Cselekmény

### Alaptéma
A játék egy elképzelt jövőben játszódik, mely szerint minden klasszikus összeesküvés-elmélet, amelyben az emberek hisznek, valóság. Léteznek a fekete helikopterek, az oltás-összeesküvés, a FEMA háttérhatalmi ambíciói, az 51-es körzet, az ECHELON hálózat, a Men In Black, különféle mitikus lények, és a roswelli incidens is megtörtént. léteznek olyan nagyhatalmú szerveződések, mint az Illuminátusok, a Majestic 12, a Templomos Lovagok, vagy a Bilderberg-csoport. A sötét, komor hangulatot csak fokozza, hogy minden pálya éjszakai környezetben játszódik. A második részben elhangzó utalások alapján a cselekmény 2052-ben játszódik, valós helyszínek fikcióval ötvözött változataiban, mint New York, Hongkong, Párizs, Vandenberg Légitámaszpont, és az 51-es körzet.
Ebben a világban az emberiség egy lassan káoszba hajló környezetben él. A gazdagok és a szegények között iszonyatos különbségek vannak, gyakran fizikálisan is teljesen elszigetelten él egymástól a két csoport. Ha ez még nem lenne elég, egy rejtélyes, gyógyíthatatlan betegség, a "Szürke Halál" tizedeli az emberiséget, mely különösen az Amerikai Egyesült Államokban szedi áldozatait. Egyetlen cég, a VersaLife gyárt hozzá "Ambrosia" néven ellenszert, de csak minimális mennyiségben, és természetesen nagyon drágán. A szer így lett az emberek leghőbb vágya, de azt csak a kiváltságos személyek kaphatják meg. A társadalom hatalmas, lecsúszó rétegeire a biztos pusztulás vár – reménytelenségük elégedetlenségekbe, lázadásokba, fegyveres összetűzésekbe torkollik. Reménytelen helyzetükön terrorista csoportok próbálnak segíteni, ilyenek az NSF és a francia Silhouette csoport.
A fenyegetésre válaszul az ENSZ létrehozta saját terrorelhárító csoportját, mely a UNATCO nevet kapta. Székhelye a New York-i Szabadság-szobor tövébe került, Liberty Island-re, miután a Szabadság-szobrot egy terrortámadás lerombolta.
A főszereplő a UNATCO nanoaugmentációs technológiával ellátott ügynöke, JC Denton – ez a kísérleti technika az emberi test minimális megváltoztatása mellett képes emberfeletti képességeket adni. JC testvére, Paul Denton is a UNATCO ügynöke, ő azért csatlakozott a szervezethez, mert szüleiket a Majestic 12 megölte. Kollégái még a régebbi technológiájú, mechanikus augmentációkkal ellátott ügynökök, Günther Hermann és Anne Navarre, a fegyvermester Sam Carter tábornok, az orvos-professzor Jaime Reyes, a UNATCO bürokratikus vezetője, Joseph Manderley, és a techzseni Alex Jacobson. (Érdekesség, hogy a játék vezető fejlesztője, Warren Spector, a saját unokaöccse után mintázta Alex Jacobsont, ő maga pedig egy másik karakter, Ford Schick képében került be a játékba)
JC a későbbiek során számos karakterrel kerül még kapcsolatba, úgy mint Juan Lebegyev, az NSF vezetője, a hacker-tudós Tracer Tong, a tudószseni Gary Savage, az Illuminátusok egykori vezérének lánya, Nicolette DuClaire, az Illuminátusok másik egykori vezére, Morgan Everett, a helikopterpilóta Jock, a Daedalus és Icarus nevekre hallgató mesterséges intelligenciák, valamint a világuralmi terveket dédelgető Bob Page.

### Cselekmény
|  | Alább a cselekmény részletei következnek! |

A játék kezdetén JC azt a feladatot kapja, hogy tisztítsa meg a Szabadság-szobor környékét a terroristáktól, akik a levegőbe röpítették az emlékművet, miközben Ambrosia vakcinát akartak lopni. Vezérük elfogása után bevallja, hogy az ellenszer már nincs nála, a terroristák elvitték a Battery Parkba. A UNATCO helyi vezetője, Manderley ráállítja az ügyre JC-t, amelyen már bátyja, Paul Denton, és egy mechanikus augmentációval felszerelt ügynök, Anna Navarre is dolgozik. Az ügyet sikeresen megoldja, de egy másik mechanikus augmentációs ügynök, Günther Hermann "segítségével". Paul helikopter-pilóta barátja, Jock viszi vissza a bázisra, ahol azonban nem tud jelenteni Manderleynek, mert egy felettesével folytat nagyon fontos megbeszélést. Ez az ember a FEMA vezetője, Walton Simons. A tárgyalás után JC-t a LaGuardia repülőtérre küldik, hogy az NSF vezéralakját, Juan Lebegyevet végezze ki, és akadályozza meg, hogy még több Ambrosiát zsákmányoljanak.
Csakhogy a helyszínen ott van bátyja, Paul is, aki felfedi, hogy valójában az NSF-nek dolgozik, a "Szürke Halál" egy emberek által gyártott vírus, és a UNATCO közreműködik az Ambrosia kiváltságos embereknek juttatásában. Megkéri JC-t, hogy beszéljen Lebegyevvel. Anna Navarre azonban a helyszínen terem, hogy végezzen a lázadó vezérrel. A játékos itt választhat, hogy lelövi Lebegyevet, végez Annával, vagy egyszerűen otthagyja az egészet. Akárhogy is, Paul árulására fény derül. JC rájön, hogy minden ügynökbe beépítettek egy önmegsemmisítőt, mely 24 órán belül végez a nemkívánatosokkal. Paulét már aktiválták. Azt a feladatot kapja, hogy repüljön Hong Kongba, és keresse meg Paul helyi összekötőjét, Tracer Tongot. Helyette Paul kérésére segít a lázadóknak azzal, hogy elküld nekik egy vészjelzést. Walton Simons ezt észreveszi, aktiválja JC önmegsemmisítőjét, majd elfogatja katonáival.
JC egy ismeretlen helyen ébred. Infolinkjén egy ismeretlen egyén jelentkezik be, aki Daedalusnak nevezi magát. Elmondja, hogy a hely a Majestic 12 titkos bázisa, és segít neki kiszabadulni. Segítségével végiggázol a bázison, majd kijutva felfedezi, hogy az MJ12 bunker valójában a UNATCO bázis legalsó szintjén működik. Múltjával való leszámolásaképpen még végez Anna Navarre-ral (ha még nem tette volna meg korábban), majd Hong Kongba utazik Tracer Tonghoz.
Hogy megtalálja Tracer Tongot, a Triádoktól kér segítséget. Ők azonban csak akkor hajlandók erre, ha előbb békét teremt a Fényes Ösvény és a Vörös Nyíl klánok közt. Ennek feltétele a Sárkányfog nevű nanotechnológiával készült kard megszerzése az egykori színésznő, most már MJ12-ügynök Maggie Chow házából. A sikeres küldetés után Tracer Tong deaktiválja az önmegsemmisítőt, és megkéri JC-t, hogy lopja el a VersaLife helyi központjából a kard terveit. Mikor ez megtörténik, felfedezi, hogy a Szürke Halál egy nanovírus, melyet a VersaLife gyárt egy Universal Constructor nevű géppel. JC megsemmisíti a berendezést.
A vírus elemzésekor kiderül, hogy annak készítésében szerepe volt az Illuminátusoknak is. A szervezet egyik, valaha befolyásos tagja, Stanton Dowd, New Yorkban elmeséli, hogy a vírust eredetileg jótékony célokra fejlesztették ki, de az MJ12 halálos fegyvert gyártott belőle egy milliárdos, Bob Page segítségével. Page valamikor Illuminátus volt, de túl türelmetlen és erőszakos, ezért nagyjából húsz évvel korábban puccsot hajtott végre a MJ12 segítségével, az Illuminátusok felett átvéve a hatalmat, száműzetésbe vagy a halálba küldve vezetőiket. Maga a Szürke Halál effektíve pontosan ugyanaz, mint JC nano-augmentációi (ezért is immunis rá), viszont az egyszerű emberek szervezete nem tudja befogadni, ezért okoz tüneteket. Az Ambrosia pedig nem ellenszer, csak ideig-óráig enyhítheti a tüneteket. Miután JC megakadályozza, hogy egy újabb vírusszállítmány érje el az Egyesült Államokat, Párizsba repül, hogy találkozzon Morgan Everett-tel, az Illuminátusok egyik vezetőjével. Itt Nicolette DuClaire (az egykori Illuminátus Beth DuClaire lánya és a Silhoutte-csoport vezetőjének, Chad Dumiere-nek barátnője) segítségével adatokat szerez meg a DuClaire-család ősi birtokáról a vírussal kapcsolatban, majd az adatok elküldése után végez a nyomába küldött Günther Hermann-nal is.
Morgan Everett a Vandenberg támaszpontra küldi JC-t, hogy vegye fel a kapcsolatot az MJ12-ből kivált renegát kutatókkal, az X-51 csoporttal. Ők is egy Universal Constructoron munkálkodnak épp, Daedalus segítségével, akiről kiderül, hogy egy mesterséges intelligencia, akit az ECHELON program során hoztak létre (kormányzati megfigyelés). Daedalust utasítják, hogy a katonai hálózatra kapcsolódva támadja hátba az MJ12-t. Ám nekik is van egy mesterséges intelligenciájuk, Icarus, amely megakadályozza ebben. Összecsapásuk eredményeként fuzionálnak, és létrejön egy új értelem, Helios, aki képes a világ kommunikációs hálózatának az ellenőrzésére. Sajnos egy alkatrész hiányzik, mely Bob Page tulajdonában van, viszont neki is szüksége van a saját berendezéséhez egy alkatrész. Hogy eldöntse a patthelyzetet, elraboltatja a vezető tudós, Dr. Gary Savage lányát.
JC sikeres mentőakciót hajt végre, és egy víz alatti MJ12-kutatóközpontból megszerzi a Universal Constructor építéséhez szükséges adatokat. Walton Simons az életére tör, de sikeresen végez vele. Sajnos az MJ12 rakétatámadást tervez a Vandenberg légitámaszpont ellen, hogy megakadályozza a fejlesztést. JC a silókhoz repül, és átirányítja a rakétát az MJ12 51-es körzetben található titkos bázisára, majd a helyszínre utazik.
A helyszínen Bob Page valódi céljaira is fény derül. A föld alatti bázison egy komplett információs bázis található, az újonnan fejlesztett Aquinas protokoll, mely az internet elérésének legmodernebb módja. A hatalmat javarészt a Szürke Halál és a pénz révén megszerző Page-re még egy feladat vár: saját nanoaugmentációi segítségével egyesülni akar az internet felett teljes felügyelettel rendelkező mesterséges intelligenciával, Heliosszal, hogy övé legyen a totális világuralom. Emellett több Universal Constructor segítségével képes lenne bármit előállítani, így lényegében mindentudó, bármit előállítani képes és halhatatlan entitás lenne: egyfajta isten.
A játéknak háromféle végkimenetele lehet. Ha Tracer Tong tanácsára hallgat, az egész bázist a levegőbe röpíti, és mivel itt van a számítástechnika egész világra kiterjedő központja, egy új sötét középkorba taszítja az emberiséget, ahol viszont nincsenek kiváltságos csoportok. Ha az Illuminátusokra, akkor végez Bob Page-dzsel, de meghagyja a technológiát, és az Illuminátusok újra háttérhatalomként terelgetik az emberiség fejlődését. Esetleg hallgathat Heliosra is, és egy testben egyesül az AI-val, minek hatására végtelen tudással és hatalommal rendelkező szuperdiktátorrá válhat.
A játék hivatalos befejezése a Deus Ex: Invisible War szerint a három együtt: JC és Helios egyesülnek, a világháló összeomlik, de az Illuminátusok is megmaradnak.

## Fejlesztés
A Deus Ex eredeti ötlete Warren Spectortól származik, aki még 1994-ben találta ki, amikor még az Origin Systems-nél dolgozott. A játék ekkor a Troubleshooter munkacímre hallgatott. Miután Spector befejezte a System Shock-ot, elege lett abból, hogy tisztán csak fantasy vagy tudományos-fantasztikus játékokat készítsen, megérintette viszont az ezredfordulós őrület. Sem az Originnél, sem a Looking Glass Studios-nál nem sikerült megvalósítani a grandiózusnak ígérkező tervet, ezért amikor John Romero és az Ion Storm Inc. felajánlották neki, hogy anyagi fedezetet biztosítanak a terv valóra váltásához, igent mondott és leszerződött hozzájuk. A játék fejlesztéséhez megvették az Unreal engine-t és az Ion Storm Austin városában nyitott egy újabb stúdiót.
Az előkészületek hat hónapon át folytak, végül 1998 márciusára elkészültek a tervekkel. Azt feltételezték, hogy ennek alapján könnyű lesz elkészíteni a játékot, de valójában a túl sok helyszín, a szerteágazó cselekmény és a túl sok szereplő nagyon bonyolulttá tette az  egészet. Az 1999-es E3-ra tervezett játszható demót, látván a problémákat, visszamondták, és nekiláttak a játék áttervezésének, egyszerűsítésének. A korábbi X-akták beütésű környezetet átírták, és inkább egy kémfilmhez közelítették. Spector elmondása szerint a túlzott részletességre törekvés is lassította a munkát, többek között lemásolták Austin belvárosát, az 51-es körzetet műholdképek alapján, terveztek pályát a víz alá süllyedt Los Angelesben, és egy hatalmas térképet, ahol a FEMA által rabul ejtett politikai foglyokat kellett volna kiengedni. De lett volna pálya Szibériában és Nyugat-Európában is. Ezeket törölték, ahogy azt a sztoriszálat is, hogy Mexikó lerohanta Texast, valamint a Fehér Házban játszódó pályákat (bizonyos, már lemodellezett elemeit ennek a pályának felhasználták).
A beleélést elősegítendő, JC Denton karakterét olyanra tervezték, hogy semmilyen érzelmet ne lehessen leolvasni róla. Még a szinkronszínész, Jay Anthony Franke is olyan hangsúllyal beszél JC-ként, hogy az teljesen monoton és karakter nélküli.
A játék védjegyévé vált, híres főcímdalát az Unreal-motoros játékok zeneszerzőjeként már híressé vált Alexander Brandon szerezte, de közreműködött még  Dan Gardopée, Michiel van den Bos és Reeves Gabrels. Az ambient jellegű, néha kicsit techno, jazz, és klasszikus elemekkel tűzdelt zenei világ a későbbi epizódokban is visszaköszönt.

## Kulturális hatások

### Névetimológia
A játék címe a latin deus ex machina ('isteni közbeavatkozás') rövidítése. Warren Spector szerint ez egyszerre jelképezi a játékosra hirtelen ható környezeti hatásokat és a számítógépes játékokban előre leprogramozott jeleneteket.
A főhős nevében a JC jelentésének megfejtése továbbra is vita tárgya. Harvey Smith, a vezető programozó szerint eredetileg Jézus Krisztus leszármazottja lett volna a főhős, innen a név. Warren Spector viszont ezt cáfolja, amikor kijelenti, hogy a JC egy uniszex név, és még akkorról származik, amikor még tervbe vették a szereplő nemének megválasztását.

### Párhuzamok a valósággal
Mivel a történet alapja egy összeesküvés-elmélet, ezért számtalan, ma is létező elemet beültettek a játékmenetbe. Ilyenek például: fekete helikopterek, FEMA, az 51-es körzet, az Echelon, a Men In Black, megcsonkított tehenek, rejtélyes élőlények, földönkívüli behatások. A rejtélyes csoportok, mint a Majestic 12 vagy az Illuminátusok, csak még hatásosabbá teszik.
Érdekesség, hogy a játékban, bár 2000-ben jelent meg, mégsem látszódnak New Yorkban a Világkereskedelmi Központ ikertornyai. Ennek oka a fejlesztők szerint az volt, hogy túl sok textúramemóriát emésztett volna fel, ha meghagyták volna. Így hát kitaláltak egy fiktív sztorit, miszerint azokat egy korábbi terrorista-támadás lerombolta. Alig egy évvel később a kitalált történet valósággá vált.

## Fogadtatás
A játék általában mindenhol 90% körüli értékeléseket kapott, köszönhetően a stílusok vegyítésének, a nemlineáris játékmenetnek, az izgalmas és lebincselő sztorinak, valamint a magas újrajátszhatóságnak. Érték azonban negatív felhangú megjegyzések is, különösen a zárfeltörési módszerek, valamint a túlzottan nagy méretű savegame-fájlok miatt. Ugyancsak felrótták az Unreal Engine-ben rejlő gyengeségeket.
Összességében szép pontszámokat kapott:
- 1Up.com: 92%
- IGN: 94% + minden idők 100 legjobb játéka közé választás
- MobyGames: 82%
- PC Gamer USA: 94% + TOP 50-be választás
- PC Guru: 92% + jelölés Év RPG-je címre
- BAFTA: Az Év Játéka 2000-díj
- PC Zone: Minden Idők Legjobb PC-játéka-díj

## Változatok

### Játékváltozatok
A nagy sikerre való tekintettel kiadtak egy Game Of The Year változatot. Ehhez mellékelték a legújabb frissítéseket, egy szerkesztői csomagot, a játék zenéjét CD-n, valamint a pályákon is olvasható fiktív The Midnight Sun című újság egy lapját. Az újabb változatokban a zenei CD lemaradt, és az újság is a CD-n megtalálható PDF-állományra szűkült.
A Macintosh-verzió szinte semmiben nem tért el az eredeti PC-stől. Mivel azonban Mac OS 9-re illetve Mac OS X-re lett tervezve, ezért nem működik együtt az Intel-alapú Mac-gépekkel (viszont ezeken a PC-s verziót működésre lehet bírni).
2002-ben megjelent a játék Playstation 2-re is, Deus Ex: The Conspiracy címmel. Vadonatúj kezdő és befejező videókat kapott, automata célzórendszert, átdolgozott karaktereket és animációkat, valamint a konzol képességeihez mérten átszabták a pályákat is.
A játék folytatása, a Deus Ex: Invisible War 2003 végén jelent meg. Egy újabb folytatást is tervbe vettek, ezúttal multiplayer játékra, ez lett volna a Deus Ex: Clan Wars. A DX2 negatív fogadtatása után azonban ezt jelentős mértékben átdolgozták, és végül Project Snowblind címen jelentették meg.
2007 márciusától a Valve Steam rendszerén keresztül is letölthető a játék, számtalan más Eidos-címmel együtt.

### MOD
Az Ion Storm 2000. szeptember 22-én jelentette meg a Deus Ex SDK-t, mellyel lehetőség nyílt a pályaszerkesztésre. Ennek köszönhetően számos rajongói kiegészítés érkezett a programhoz. 2015-ben Steam-en hivatalosan is megjelent a Deus Ex: Revision. Akik az alapjátékot megvásárolták, azok ezt a kiegészítőt feltelepítve több helyen nagyobb felbontású textúrákat, időjárás- és egyéb effekteket, valamint újraírt zenét kapnak.

### Filmadaptáció
2002 májusában a Columbia Pictures bejelentette a megfilmesítés szándékát. Még 2003-ban is úgy nyilatkoztak, hogy JC Denton karaktere az eredeti játékhoz képest komorabb, sötétebb lesz. A megjelenést 2006-ra tervezték. Felmerült, hogy Willem Dafoe is szerepel majd a moziban, de ezt nem tudták megerősíteni. A megfilmesítés ötletével azonban 2004 májusában felhagytak. Helyette 2012-ben az előzménytörténet megfilmesítését vették tervbe.

## Fordítás
Ez a szócikk részben vagy egészben  a   Deus Ex című angol Wikipédia-szócikk ezen változatának fordításán alapul.  Az eredeti cikk szerkesztőit annak laptörténete sorolja fel. Ez a jelzés csupán a megfogalmazás eredetét és a szerzői jogokat jelzi, nem szolgál a cikkben szereplő információk forrásmegjelöléseként.